# Hills and Dales (Ohio)

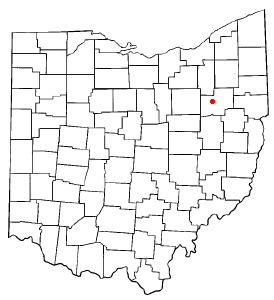
Hills and Dales na planie stanu Ohio

Hills and Dales – wieś w USA, w stanie Ohio, w hrabstwie Stark.
Liczba mieszkańców w 2010 roku wynosiła 221, a w roku 2012 wynosiła 221.